# La Bataille du feu (film, 1943)
Pour les articles homonymes, voir La Bataille du feu.

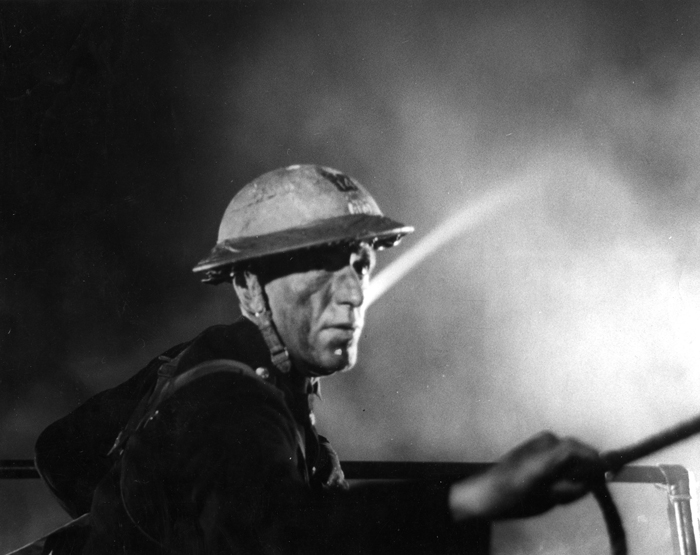

La Bataille du feu (Fires Were Started, aussi I Was a Fireman) est un film britannique écrit et réalisé par Humphrey Jennings, sorti en 1943.
Ce documentaire montre une journée de la vie d'une équipe de pompiers londoniens pendant le Blitz lors de la Seconde Guerre mondiale.

## Synopsis
Un matin de l'hiver 1940, Barrett, une jeune recrue, arrive à la caserne de l'Auxiliary Fire Service (en), la brigade d'incendie de Londres et est intégré dans une équipe de sept pompiers. Pendant toute la journée, les huit hommes se préparent pour les opérations prévues à la nuit tombée. Londres est bombardée par l'aviation allemande et nombre de bâtiments sont en feu. Le service d'incendie se bat de toutes ses forces contre les flammes. Un navire de munitions, amarré sur la Tamise, prend feu. L'équipe intervient sur cette mission dangereuse, mais un des pompiers, Jackson, est tué et les autres grièvement blessés. Le lendemain, le camarade est enterré, alors que le navire de munitions quitte le port.

## Fiche technique
- Titre : La Bataille du feu
- Titre original : Fires Were Started
- Réalisation : Humphrey Jennings
- Scénario : Humphrey Jennings
- Producteur : Ian Dalrymple
- Musique : William Alwyn
- Caméra : C.M. Pennington-Richards
- Production : Crown Film Unit (en)
- Pays de production :  Royaume-Uni
- Format : Noir et blanc
- Langue : anglais
- Longueur : 80 minutes - 63 minutes (plusieurs versions)
- Date de sortie : 
  - Royaume-Uni : 12 avril 1943

## Distribution
Tous les acteurs sont des pompiers véritables :
- Cyril Demarne (en)
- Phillip Wilson-Dickson : Walters
- George Gravett : Dykes
- Fred Griffiths : Johnny Daniels
- Johnny Houghton : S.H. « Jacko » Jackson
- Loris Rey : J. Rumbold
- T.P. Smith
- John Barker

## Autour du film
- Humphrey Jennings est chargé de réaliser un film sur le London Fire Brigade par Ian Dalrymple, qui travaille à la Crown Film Unit (en), une société de production placée sous l'autorité du ministère de l'Information pour laquelle Jennings avait déjà travaillé et qui produisait des films de propagande tels que Target for Tonight (en) ou In Which We Serve.
- Jennings insiste particulièrement sur la camaraderie qui unit les huit hommes qui plaisantent et chantent malgré la difficulté de leur tâche.
- Il existe différentes versions du film qui diffèrent en longueur.
- Le film est tourné aux Pinewood Studios, dans le Buckinghamshire, Angleterre

## Récompenses et distinctions
- Le film figure en 89e place sur la liste des cent meilleurs films britanniques établie par le British Film Institute.